# Nancy Dupláa
Nancy Verónica Dupláa (Olivos, 3 dicembre 1969) è un'attrice argentina, nota per la sua partecipazione alla telenovela Padre Coraje.

## Vita privata
Dal 2007 è sposata con l'attore Pablo Echarri, da cui ha avuto 2 figli: Morena e Julian e ha un altro figlio Lucas avuto dal precedente matrimonio.

## Filmografia

### Cinema
- Comodines, regia di Jorge Nisco e Daniel Barone (1997)
- El desvío, regia di Horacio Maldonado (1998)
- Buenos Aires me mata, regia di Beda Docampo Feijóo (1998)
- Diario para un cuento, regia di Jana Bokova (1998)
- Nueces para el amor, regia di Alberto Lecchi (2000)
- Apasionados, regia di Juan José Jusid (2002)
- Boogie, regia di Gustavo Cova (2009)
- Storie pazzesche (Relatos salvajes), regia di Damián Szifron (2014) (segmento "Bombita")
- Upa! 2, regia di Tamae Garateguy, Santiago Giralt e Camila Toker (2015)
- Libro de la Memoria: Homenaje a las víctimas del atentado, regia di Matías Bertilotti (2017)
- Goyo, regia di Marcos Carnevale (2024)

### Televisione
- El Tabarís, lleno de estrellas (2012)

### Serie TV
- Poliladron – serie TV, (1994)
- Montaña rusa – serie TV, 468 episodi (1994)
- Aprender a volar – serie TV, episodi 1x19 (1994)
- Los especiales de Doria – serie TV, (1996)
- El último verano – serie TV, 80 episodi (1996)
- El arcángel – serie TV, 19 episodi (1996)
- De poeta y de loco – serie TV, 39 episodi (1996)
- R.R.D.T – serie TV, 20 episodi (1997)
- Verdad consecuencia – serie TV, 130 episodi (1996-1998)
- Verano del '98 – serie TV, 107 episodi (1998-1999)
- Los buscas de siempre – serie TV, 200 episodi (2000)
- 22, el loco – serie TV, 96 episodi (2001)
- 099 central – serie TV, 145 episodi (2002)
- Durmiendo con mi jefe – serie TV, 26 episodi (2003)
- Sin código – serie TV, 39 episodi (2004)
- Padre Coraje – serie TV, 187 episodi (2004)
- Botines – serie TV, episodi 1x2 (2005)
- Mujeres asesinas – serie TV, episodi 2x7 (2006)
- El hombre que volvió de la muerte – serie TV, 14 episodi (2007)
- Socias – serie TV, 35 episodi (2008)
- Dromo – serie TV, episodi 1x1 (2009)
- Todos contra Juan – serie TV, episodi 2x1 (2010)
- El hombre de tu vida – serie TV, episodi 1x1-1x6 (2011)
- Graduados – serie TV, 178 episodi (2012)
- La Leona – serie TV, 101 episodi (2016)
- Cien días para enamorarse – serie TV, 124 episodi (2018)